# 红鸢

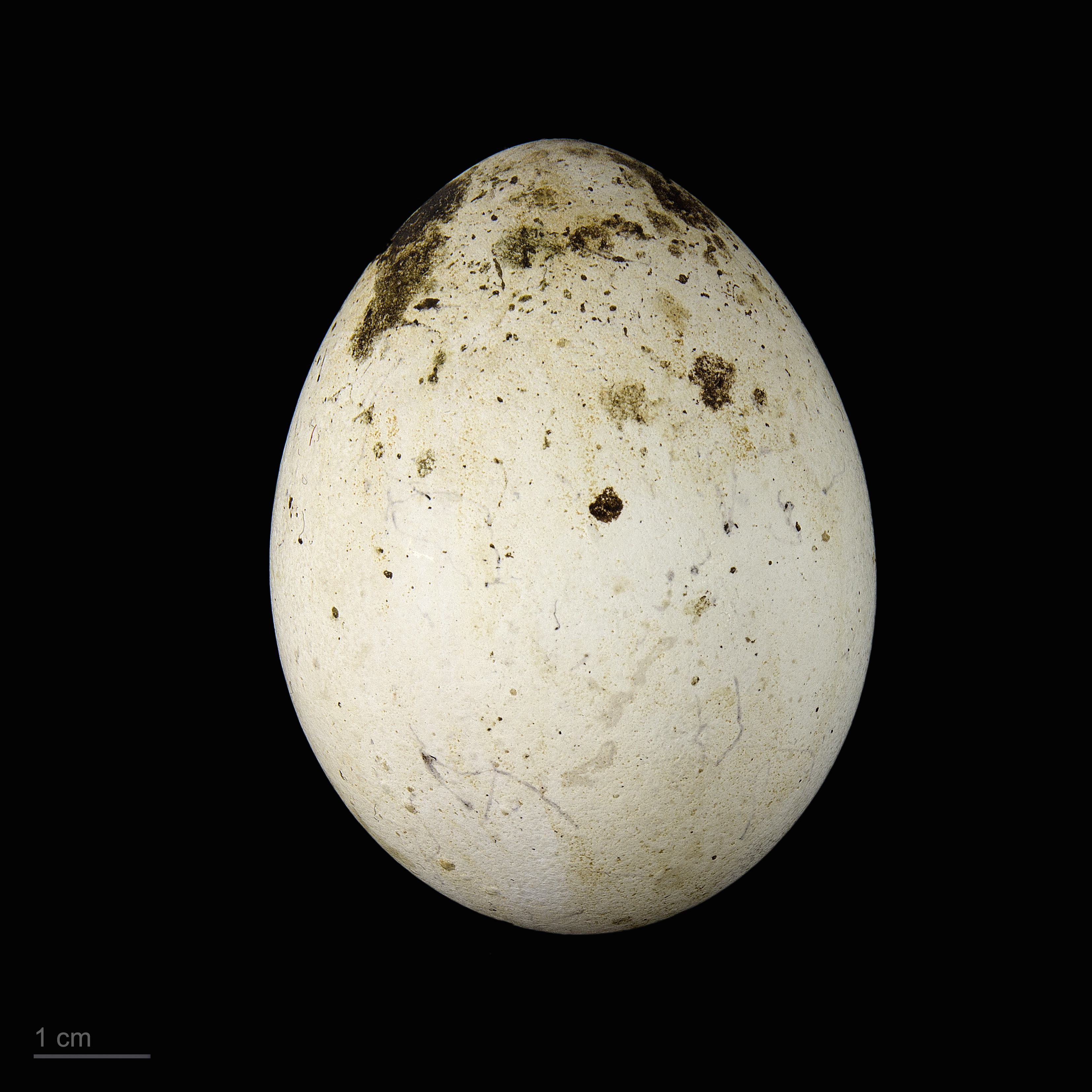
卵 Milvus milvus

红鸢（学名：Milvus milvus）也称赤鸢，是鹰科中一种中等体型的猛禽。该物种是欧洲和西北非洲西古北区的特有种，但也分布于伊朗北部。它栖居在上述地区气候相对温和的地带——欧洲和西北非洲，但是在冬季会向西方和南方移动，最南可抵达土耳其。迁徙中的迷鸟也可北至芬兰，南至以色列、利比亚、冈比亚等地区。